# Die Invasion der Barbaren
Die Invasion der Barbaren ist ein Spielfilm des kanadischen Regisseurs Denys Arcand aus dem Jahr 2003. Die Tragikomödie nach einem Drehbuch des Regisseurs wurde von mehreren Filmstudios, darunter Canal+ und Téléfilm Canada, produziert. Rémy Girard spielte die Hauptrolle eines Kranken, der auf sein Leben zurückblickt und von seinen Freunden Abschied nimmt. Die Invasion der Barbaren, eine Fortsetzung des Films Der Untergang des amerikanischen Imperiums (1986), gewann bei der Oscarverleihung 2004 den Preis in der Kategorie Bester fremdsprachiger Film.

## Handlung
Der kanadische Universitätsprofessor Rémy liegt in einem maroden Krankenhaus in Montréal im Sterben. Während seine Tochter Sylvaine ein Segelschiff überführt und irgendwo auf dem Pazifik kreuzt, ist es an Sébastien, seine Mutter bei der Pflege des kranken Vaters zu unterstützen. Der attraktive junge Mann hat Mathematik und Wirtschaftswissenschaften studiert und als Investmentbanker eine steile Karriere gemacht. Er fliegt mit seiner Verlobten Gaëlle von London nach Kanada. Mit Hilfe eines befreundeten, in die Vereinigten Staaten ausgewanderten kanadischen Arztes findet Sébastien heraus, wie schlecht es wirklich um seinen Vater steht. Dieser weigert sich jedoch strikt, die Kontakte seines Sohnes zu nutzen, die ihm Zugang zu einer besseren medizinischen Behandlung in den USA eröffnen würden.
Vergangene Konflikte treten am Krankenbett zutage, als Rémy Besuch von einer ehemaligen Geliebten bekommt. Der schwerkranke Mann hat durch seine zahllosen Bettgeschichten seine Familie zerstört; seine Ehefrau Louise verließ ihn vor 15 Jahren und zog Sohn und Tochter alleine groß. Rémy sieht sich als letzter Vertreter einer Generation, die mit der westlichen Zivilisation verbunden ist, während er seine Nachkommen als Barbaren definiert und sich selbst als sinnlichen Sozialisten bezeichnet.
Mit Hilfe seines Vermögens ist es dem von seinem Vater als „Häuptling der Barbaren“ betitelten, besessenen und ambitionierten Kapitalisten Sébastien möglich, den Kranken von einer heillos überfüllten Station und einem Mehrbettzimmer ein Stockwerk tiefer in ein leerstehendes, frisch renoviertes Zimmer einquartieren zu lassen. Dorthin trommelt der Sohn die alten Freunde seines Vaters zusammen, die aus Alaska, Rom und der Umgebung Montréals anreisen, um sich von Rémy zu verabschieden, darunter auch zwei seiner ehemaligen Mätressen, Dominique und Diane, das schwule Pärchen Claude und Alessandro sowie Pierre, ein Arbeitskollege des Schwerkranken, der mittlerweile geheiratet und eine Familie gegründet hat. Sébastien versäumt sogar nicht, seinem Vater die verspätete Genugtuung zu verschaffen, dass einige seiner Studenten ihm am Krankenbett ihre Anteilnahme bekunden, muss sie hierfür jedoch bezahlen.
Rémy, ein Liebhaber des Weins, kulinarischer Genüsse und vor allem der Frauen, beginnt in der Zeit, die ihm noch bleibt, seine Vergangenheit zu reflektieren, um zu bemerken, dass er den Sinn des Lebens trotz zahlreicher Bettgeschichten mit Frauen nie gefunden und schreckliche Angst vor dem Tod hat, die er hinter einer rauen Schale verbirgt. Beruflich hat der Historiker, der in Berkeley mit zwei Pulitzerpreisträgern seinen Abschluss machte, außer einigen wissenschaftlichen Artikeln nichts erreicht. Er verbrachte sein Leben als Professor an einer Universität in der kanadischen Provinz.
Als die Schmerzen überhandnehmen, erhält Sébastien den Tipp, seinem Vater Heroin zu verabreichen, das den Schmerz stärker hemmt als Morphin. Nachdem sein Versuch fehlschlägt, bei der kanadischen Polizei Heroin zu kaufen, erhält er durch Diane, einer von Rémys ehemaligen Mätressen, Kontakt zu deren Tochter, die als Lektorin in einem Verlag arbeitet. Der Junkie Nathalie schließt eine Vereinbarung mit dem geschäftstüchtigen Sébastien: Sie erhält kostenlos Heroin, dafür muss sie dem schwerkranken Rémy regelmäßig eine Dosis der Droge verabreichen, um seine Schmerzen zu lindern. Nathalie willigt ein und philosophiert im Rauschzustand bald mit dem exzentrischen Professor über Gott und die Welt. Sie findet heraus, dass Rémy nicht so sehr an seinem jetzigen Leben hängt als vielmehr an seiner Vergangenheit.
Sébastien organisiert für Rémys letzte Tage einen Ausflug in ein abgeschiedenes Ferienhaus eines Freundes an einem See. Hier schwelgt der schwerkranke Intellektuelle mit seinen Freunden noch ein letztes Mal in Anekdoten, beispielsweise wie er mit seinen Bekannten jedwede Strömung vom Existenzialismus über den Separatismus bis hin zum Maoismus ausschöpfte und ein Treffen mit einer wunderschönen chinesischen Delegierten verpatzte. Hier kommen sich auch Sébastien und Nathalie allmählich näher, die das nervtötende Handy des Geschäftsmannes kurzerhand ins Lagerfeuer wirft. Als es zu Ende geht, verabschiedet sich Rémy von seinen Freunden und seiner Familie, um von Nathalie die letzte, tödliche Dosis Heroin zu erhalten.
Sébastien gewährt Nathalie zum Dank für ihre Unterstützung Wohnrecht in Rémys Haus, das nach seinem Tod nun leer steht. In dem Haus, in dem Rémy seinen Liebesaffären mit zahllosen Studentinnen frönte, gesteht Nathalie Sébastien ihre Liebe, indem sie ihn unvermittelt küsst. Der erwidert erfreut den Kuss, Natalie besinnt sich aber und stößt ihn weg. Sébastien verlässt das Haus, um kurz vor seiner Abfahrt durch ein Fenster noch einmal einen Blick auf Nathalie zu erhaschen. Kurz darauf fliegt er mit seiner Verlobten Gaëlle nach Europa zurück. Während das Flugzeug auf die Startbahn rollt und sich seine Verlobte an ihn schmiegt und ihm leise ein „Ich liebe Dich“ entgegenhaucht, sieht Sébastien aus dem Fenster und sinnt der in Kanada verbleibenden Nathalie nach.

## Entstehungsgeschichte
Bei der Verwirklichung von Die Invasion der Barbaren hatte der Regisseur Denys Arcand keine kommerziellen oder wirtschaftlichen Motive. Hätte er auf seine Produzenten und Verleiher gehört, wäre ein Jahr nach dem erfolgreichen Film Der Untergang des amerikanischen Imperiums eine Fortsetzung gedreht worden. Siebzehn Jahre später aber konnte etwa die Hälfte der Kinobesucher wenig mit den wiederkehrenden Figuren anfangen – weil die jetzigen Kinobesucher im Jahr 1986 noch zu jung oder überhaupt noch nicht geboren waren.
Arcand drehte den Film zu einer Zeit, da sich sein Leben verändert hatte: Seit Der Untergang des amerikanischen Imperiums, bei dessen Erscheinen er 40 Jahre alt gewesen war, hatte er in den folgenden 17 Jahren diverse Erfahrungen gemacht. Seine Eltern und Freunde waren gestorben, seine Kinder waren erwachsen geworden und reiften zu einer neuen Generation heran, die andere Wertvorstellungen und Ziele hatte. Darüber wollte er einen Film drehen, wusste aber nicht, wie er das genau anstellen sollte.
Nach einigen Versuchen, die ihm jedoch als zu trübsinnig erschienen, kam der Regisseur zwei Jahre vor Drehbeginn auf die Idee, die Figuren aus Der Untergang des amerikanischen Imperiums wieder auferstehen zu lassen. Dabei konnte er auf die Schauspieler zurückgreifen, die bereits 1986 mit ihm gedreht hatten: Rémy Girard als ‘Rémy’, Dorothée Berryman als ‘Louise’, Dominique Michel als ‘Dominique’, Louise Portal als ‘Diane’, Pierre Curzi als ‘Pierre’, sowie Yves Jacques als ‘Claude’.
Bei der Titelfindung wurde Arcand von seinen Produzenten gebeten, nicht auf das Prequel des Films anzuspielen. Die Produktionsfirma hatte in der Zwischenzeit viermal den Besitzer gewechselt und die Frage der Rechte schien nun unlösbar. Und da es um dieselben Figuren ging – Historiker, die ihren Platz in der Geschichte suchen – dachte Arcand darüber nach, was nach dem Untergang des Römischen Reiches geschehen war und kam auf den Titel Die Invasion der Barbaren. Als Arcand mitten in den Arbeiten am Drehbuch steckte, wurde er von den Terroranschlägen vom 11. September 2001 überrascht. Durch diese Ereignisse sah sich der Regisseur darin bestätigt, dass der Titel die perfekte Metapher sei für das, was er mit seinem Film aussagen wollte.
Arcand realisierte in diesem Film seine eigene Vorstellung vom idealen Tod – mit Freunden und Verwandten vereint, an einem wunderschönen Ort, an dem die Figuren ein letztes Glas Wein trinken und einen Joint rauchen. Wie die meisten seiner Filme wechselt auch dieser, Die Invasion der Barbaren, von komödiantischen Elementen hin zum Melodram.

## Rezeption
Arcands Tragikomödie, in der er am Rande die kanadische Bürokratie im Gesundheitswesen sowie destruktive Gewerkschaften kritisiert, feierte am 21. Mai 2003 bei den Internationalen Filmfestspielen von Cannes Premiere. Der Film wurde von der Kritik gefeiert und konnte sich an dem erfolgreichen Prequel Der Untergang des amerikanischen Imperiums messen lassen. Er hatte im Heimatland des Regisseurs Erfolg an den Kinokassen und spielte dort 6,6 Millionen CAD ein, konnte sich auf dem US-amerikanischen Markt aber nicht durchsetzen. Die Invasion der Barbaren, der am 30. August 2003 auf dem Telluride Film Festival US-Premiere feierte und am 21. November desselben Jahres in die US-Kinos kam, spielte bei geschätzten 5 Mio. US-Dollar Produktionskosten in den USA nur 3,5 Mio. US-Dollar wieder ein. In Deutschland, wo er am 27. November 2003 in die Kinos kam, konnte sich der Film trotz hervorragender Kritiken ebenfalls nicht durchsetzen.

## Kritiken
- „Doppelbödige Tragikomödie, in der sich angesichts des nahenden Tods eines Professors dessen Familie zusammenfindet.“ (DVD & Video Report)
- „17 Jahre nach dem Meisterwerk ‘Der Untergang des amerikanischen Imperiums’ versammelt der kanadische Filmemacher Denys Arcand seine damaligen Helden erneut vor der Kamera – und erhielt prompt den Auslands-Oscar 2003 und zahlreiche weitere Auszeichnungen. Seine Helden erweisen sich als zwar alternde, dennoch überaus virile Herrschaften, die in der zwerchfellerschütternden und dennoch todtraurigen Familienfabel Weltgeschichte im Kleinformat repräsentieren. Ein heißer Tipp für Cineasten mit Humor und Köpfchen.“ (VideoWoche)
- „Es bereitet ein höchst amüsantes Vergnügen, den feingeschliffenen Dialogen zu lauschen, sich am scharfen Witz und subtilen Humor zu delektieren. Wenn sich die ‘For ever young’-Generation mit leichter Wehmut über sich selbst lustig macht und die ‘ismen’ durchhechelt, denen sie einst blind folgte – außer dem ‘Kretinismus’ – dann ist das mehr als nur leise Nostalgie. In Kanada brach das feingesponnene Kinostück beim Start alle Kassenrekorde. Bei uns sollte diese angenehme Art der Barbaren das Arthouse-Kino im Flug erobern.“ (Blickpunkt:Film)
- "'Die Invasion der Barbaren’ ist die Fortsetzung von Arcands kultisch verehrtem „Untergang des amerikanischen Imperiums“ von 1987 – und sie ist sentimental und brüllend komisch und todtraurig und sehr klug geworden." (Süddeutsche Zeitung)
- „(…) Da ist man für das sarkastische Ensemblestück ‘Die Invasion der Barbaren’ umso dankbarer. Mit den gleichen Schauspielern, mit denen der kanadische Regisseur Denys Arcand 1986 in Cannes den Erfolg von ‘Der Untergang des amerikanischen Imperiums’ feiern konnte, kehrt er nun an die Côte d’Azur zurück. Die Fortsetzung dieses Films ist ein Beispiel dafür, dass man Dialoge auch heute noch so lange schleifen kann, bis sie scharf sind wie Skalpelle, und dass man mit ihnen den Zynismus der Zivilisation und der Menschen, die sie hervorbringt, gleichermaßen scharf sezieren kann.“ (Der Spiegel)
- „'Die Invasion der Barbaren’ von Denys Arcand wurde in Cannes zum Publikumsfavorit!“ (Frankfurter Rundschau)
- „'Die Invasion der Barbaren': ein überragender Film von Arcand in Cannes!“ (Kölner Stadtanzeiger)
- „Die schönste Überraschung des Wettbewerbs in Cannes 2003!“ (Le Figaro)
- „Der Film, der in Cannes den meisten Applaus bekam!“ (Studio Magazine)
- „'Die Invasion der Barbaren’ erhielt die ‘Palme des Herzens’ der Festivalteilnehmer!“ (Paris Match)
- „'Die Invasion der Barbaren': ein Festival der Emotionen!“ (Le Parisien)
- „Eine kraftvolle, komische und herrlich unprätentiöse Ode an Familie, Freundschaft und den Sinn des Lebens ist ‘Die Invasion der Barbaren’ mächtig unterhaltsam, intelligent geschrieben und tief berührend. Mit reizvoll gebrochenen Charakteren und flottem Tempo konfrontiert der Film die Belange von Leben und Tod mit respektlosem Witz und einem empfindsamen Auge.“ (Variety)

## Auszeichnungen
Die Invasion der Barbaren wurde von der Kritik gefeiert und gewann zahlreiche Festival- und Kritikerpreise. 2004 war der Film für zwei Oscars nominiert: während der Oscar für das beste Originaldrehbuch an Denys Arcand vorbeigereicht und stattdessen Sofia Coppola für ihren Film Lost in Translation geehrt wurde, konnte sich die französisch-kanadische Koproduktion in der Kategorie Bester fremdsprachiger Film u. a. gegen die Konkurrenz aus Schweden, Tschechien, Japan und Holland durchsetzen. Damit ist Die Invasion der Barbaren die erste Fortsetzung, die in dieser Kategorie triumphieren konnte.
Das Werk wurde zudem mit drei Césars ausgezeichnet. Den wichtigsten französischen Filmpreis erhielt der Film in den Kategorien Bester Film, Beste Regie und Bestes Drehbuch. Von dem Schauspielensemble rühmten die Kritiker vor allem die kanadische Schauspielerin Marie-Josée Croze. Für ihre Rolle als hilfreicher Junkie wurde sie u. a. 2003 bei den Internationalen Filmfestspielen von Cannes mit dem Darstellerpreis ausgezeichnet. Von der Academy of Canadian Cinema & Television ausgezeichnet wurde u. a. Hauptdarsteller Rémy Girard, der als exzentrischer todkranker Historiker das Kinopublikum in seinen Bann zog.

### Oscarverleihung 2004
- Bester fremdsprachiger Film
- Nominiert in der Kategorie Bestes Originaldrehbuch

### British Academy Film Awards 2004
- Nominiert in den Kategorien Bester fremdsprachiger Film und Bestes Originaldrehbuch

### Golden Globe Awards 2004
- Nominiert als bester fremdsprachiger Film

### Weitere
Argentinean Film Critics Association Award 2005
- Nominiert als bester nichtspanischsprachiger Film

Bangkok International Film Festival 2004
- Bester Film

Broadcast Film Critics Association Award 2004
- Beste fremdsprachiger Film

Internationale Filmfestspiele von Cannes 2003
- Beste Darstellerin (Marie-Josée Croze)
- Bestes Drehbuch
- Nominiert als bester Film für die Goldene Palme

Czech Lion 2005
- Bester fremdsprachiger Film

César 2004
- Bester Film
- Beste Regie
- Bestes Drehbuch
- Nominiert in der Kategorie Beste weibliche Nachwuchsschauspielerin (Marie-Josée Croze)

David di Donatello 2004
- Bester ausländischer Film

Directors Guild of Canada 2004
- Bester Film
- Beste Regie
- Nominiert in der Kategorie Beste Ausstattung

Europäischer Filmpreis 2003
- Screen International

Genie Award 2004
- Bester Film
- Beste Regie
- Bester Hauptdarsteller (Rémy Girard)
- Bester Nebendarsteller (Stéphane Rousseau)
- Beste Nebendarstellerin (Marie-Josée Croze)
- Bestes Originaldrehbuch

Nominiert in den Kategorien
- Bester Schnitt
- Bester Ton
- Bester Tonschnitt

Satellite Awards 2003
- Nominiert in der Kategorie Bester fremdsprachiger Film

Sindacato Nazionale Giornalisti Cinematografici Italiani 2004
- Nominiert in der Kategorie Bester ausländischer Regisseur

Prix Jutra 2004
- Bester Film
- Beste Regie
- Beste Hauptdarstellerin (Marie-Josée Croze)
- Bestes Drehbuch
- Beste Ausstattung
- Spezialpreis
- Nominiert in der Kategorie Bestes Make-up

Kansas City Film Critics Circle Award 2004
- Bester ausländischer Film

National Board of Review 2003
- Bester fremdsprachiger Film

Online Film Critics Society Award 2004
- Nominiert als bester fremdsprachiger Film

San Diego Film Critics Society Award 2003
- Bester fremdsprachiger Film

Toronto Film Critics Association Award 2003
- Bestes Drehbuch

Toronto International Film Festival 2003
- Bester kanadischer Film

Valladolid International Film Festival 2003
- Publikumspreis – Bester Film
- Nominiert als bester Film im Wettbewerb

Vancouver Film Critics Circle 2004
- Bester kanadischer Film
- Bester kanadischer Regisseur (Denys Arcand)